# Централен институт по изчислителна техника
Централният институт по изчислителна техника (съкратено ЦИИТ) е исторически български научноизследователски институт, подразделение на ДСО „ИЗОТ“.
Основан е на 1 март 1966 г. с предмет научно-приложни изследвания и развойна дейност в областта на електронно-изчислителната техника. На 17 октомври 1994 г. институтът е преобразуван в „Бизнес иновационен център – ИЗОТ“ АД.

## Известни личности
- Стефан Ангелов (инженер)
- Ангел Ангелов
- Кирил Боянов
- Живко Железов
- Левон Хампарцумян